# 大東市立氷野小学校
大東市立氷野小学校（だいとうしりつ ひのしょうがっこう）は、大阪府大東市大東町にある公立小学校。

## 沿革
- 1971年（昭和46年）4月1日 - 大東市立住道北小学校並びに大東市立南郷小学校より分離して開校。
- 1981年（昭和56年）4月1日 - 大東市立三箇小学校を分離。

## 通学区域
- 大東町、氷野1～3丁目、御領1～4丁目[1]

※卒業後は基本的に大東市立南郷中学校に進学する。